# ISO 3166-2:NI
ISO 3166-2:NI es la entrada para Nicaragua en ISO 3166-2, parte de los códigos de normalización ISO 3166 publicados por la Organización Internacional de Normalización (ISO), que define los códigos para los nombres de las principales subdivisiones (p.ej., provincias o estados) de todos los países codificados en ISO 3166-1. 
En la actualidad, para Nicaragua los códigos ISO 3166-2 se definen para 15 departamentos y dos regiones autónomas. 
Cada código consta de dos partes, separadas por un guion. La primera parte es NI para Nicaragua, la segunda es un código alfabético de dos letras.

## Códigos actuales
Los nombres de las subdivisiones se ordenan según el estándar ISO 3166-2 publicado por la Agencia de Mantenimiento ISO 3166 (ISO 3166/MA).
Pulsa sobre el botón en la cabecera para ordenar cada columna.
| Código | Nombre de la subdivisión en la ISO | Categoría de la subdivisión |
| ------ | ---------------------------------- | --------------------------- |
| NI-BO  | Boaco                              | Departamento                |
| NI-CA  | Carazo                             | Departamento                |
| NI-CI  | Chinandega                         | Departamento                |
| NI-CO  | Chontales                          | Departamento                |
| NI-CN  | Costa Caribe Norte                 | Región autónoma             |
| NI-CS  | Costa Caribe Sur                   | Región autónoma             |
| NI-ES  | Estelí                             | Departamento                |
| NI-GR  | Granada                            | Departamento                |
| NI-JI  | Jinotega                           | Departamento                |
| NI-LE  | León                               | Departamento                |
| NI-MD  | Madriz                             | Departamento                |
| NI-MN  | Managua                            | Departamento                |
| NI-MS  | Masaya                             | Departamento                |
| NI-MT  | Matagalpa                          | Departamento                |
| NI-NS  | Nueva Segovia                      | Departamento                |
| NI-SJ  | Río San Juan                       | Departamento                |
| NI-RI  | Rivas                              | Departamento                |

## Cambios
Los siguientes cambios de entradas han sido anunciados en los boletines de noticias emitidos por el ISO 3166/MA desde la primera publicación del ISO 3166-2 en 1998, cesando esta actividad informativa en 2013.
| Informe     | Fecha de emisión | Descripción del cambio reportado                                                                    | Cambio de código o subdivisión                                                                    |
| ----------- | ---------------- | --------------------------------------------------------------------------------------------------- | ------------------------------------------------------------------------------------------------- |
| Boletín I-2 | 2002-05-21       | Queda abolido un departamento. Se añaden dos regiones autónomas. Se actualiza el origen de la lista | Subdivisiones añadidas:NI-AN Atlántico Norte NI-AS Atlántico Sur Subdivisión abolida:NI-ZE Zelaya |